# Columna victoriei
Columna victoriei - sau columnă monumentală sau columnă de triumf - este un monument sub forma unei columne, ridicată în amintirea unei bătălii, a unui război sau a unei revoluții victorioase. Coloana stă de obicei pe o bază și este încununată cu un simbol al victoriei, cum ar fi o statuie. Statuia poate reprezenta zeița Victoria; în Germania, întruchiparea feminină a națiunii, Germania; în Statele Unite, fie întruchiparea feminină a națiunii Liberty sau Columbia; în Regatul Unit, întruchiparea femeii Britannia; un vultur; sau un erou de război.

## Lista coloanelor monumentale
| Imagine | Data                   | Monument | Oraș                       | Localizare                                                                 | Înălțime deasupra solului | Cometariu |
| --- | ---------------------- | --- | -------------------------- | -------------------------------------------------------------------------- | ------------------------- | --- |
| | 478 î.Hr.              | Columna Șarpelui | Istanbul                   | Hipodromul Constantinopolului                                              | 8 m                       | Inițial parte a unui trepied la Delphi |
| | 115 î.Hr.              | Pilonul lui Heliodor                                                                                                 | Vidisha                    | Madhya Pradesh, India Centrală                                             |                           | a fost ridicat în jurul anului 113 î.Hr., în centrul Indiei, în Vidisha, lângă Besnagar modern, de către Heliodor, un ambasador grec al regelui indo-grec Antialcidasto, curtea regelui Shunga, Bhagabhadra. |
| | c. 65                  | Columna Mare a lui Jupiter                                                                                           | Mainz                      | Landesmuseum Mainz                                                         | 12,5 m                    | Replica afișată în fața Landtag |
| Trajan's Column in Trajan's Forum | 113                    | Columna lui Traian                                                                                                   | Roma                       | Forul lui Traian                                                           | 35,07 m                   | Arhetipul coloanei victoriei |
| Baza existentă a Columnei lui Antoniu Pius | 161                    | Columna lui Antoninus Pius                                                                                           | Roma                       | Campus Martius                                                             | 14,75 m                   | Acum supraviețuiește doar baza. |
| Columna lui Marcus Aurelius din Piazza Colonna | Înainte de 193         | Columna lui Marcus Aurelius                                                                                          | Roma                       | Piazza Colonna                                                             | 39,72 m                   | Modelat direct pe Columna lui Traian |
| | c. 200                 | Columna de la capătul Via Appia                                                                                      | Brindisi                   | În apropierea portului                                                     | 18,74 m                   | |
| Columna Goților din Parcul Gülhane | Între 268 și 337       | Columna Goților | Istanbul                   | Parcul Gülhane                                                             | 18,5 m                    | |
| Columna lui Pompei | 297                    | Pilonul lui Pompei                                                                                                   | Alexandria                 |                                                                            | 26,85 m                   | |
| | 11 mai 330             | Columna lui Constantin                                                                                               | Istanbul                   | Çemberlitaș                                                                | 35 m                      | Porțiunea superioară a coloanei nu a supraviețuit. |
| | 393                    | Columna lui Teodosiu                                                                                                 | Istanbul                   | Forul lui Teodosiu                                                         |                           | Ruinele au supraviețuit până în secolul al XV-lea |
| | c. 400                 | Pilonul de fier din Delhi                                                                                            | Delhi                      | Qutb Complex                                                               | 7,12 m                    | It was transferred from Udayagiri or Vidisha to Delhi in the 11th century by Iltutmish the Sultan of Delhi. It was originally erected by the Samrat Ashoka the Great.                                        |
| Columna lui Arcadius în Forul lui Arcadius | 421                    | Columna lui Arcadius                                                                                                 | Istanbul                   | Forul lui Arcadius                                                         |                           | Doar baza a supraviețuit. |
| Columna lui Marcian în 2007 | 455                    | Columna lui Marcian                                                                                                  | Istanbul                   | Fatih                                                                      |                           | |
| Reconstruction of the column, after Cornelius Gurlitt, 1912. The depiction of a helical narrative frieze around the column, after the fashion of Trajan's Column, is erroneous. | 543                    | Columna lui Iustinian                                                                                                | Istanbul                   | Piața din Augustaeum                                                       |                           | Înconjurat de Otomani în 1515. |
| | 595                    | Pilonul Mahakuta | Mahakuta                   |                                                                            |                           | |
| Column of Phocas in the Foro Romano | 608                    | Columna lui Focas | Roma                       | Forumul roman                                                              | 13,6 m                    | Ultima completare la Forum Romanum |
| | c. 850                 | Pilonul lui Eliseg                                                                                                   |                            | Aproape de Valle Crucis Abbey                                              |                           | |
| | 983                    | Pilonul Tyagada Brahmadeva                                                                                           | Shravanabelagola           |                                                                            | 2,3 m                     | |
| | c. 1000                | Columna lui Hristos                                                                                                  | Hildesheim                 | Hildesheim Cathedral                                                       | 3,79 m                    | |
| | 11th century           | Heunensäule | Mainz                      | Markt                                                                      | 6,4 m                     | |
| | după 1244              | Columna Sfintei Felicitas                                                                                            | Florența                   | În fața Santa Felicita                                                     |                           | |
| | 1268                   | Coloanele sfinților Marcu și Teodor                                                                                  | Veneția                    | Piazza San Marco                                                           |                           | |
| | Înainte de 1333        | Columna Sfântului Zenobius                                                                                           | Florența                   | Piazza San Giovanni                                                        |                           | |
| Colonna della Croce al Trebbio | 1338                   | Zenobius din Florența                                                                                                | Florența                   |                                                                            |                           | |
| | 1431                   | Colonna dell'Abbondanza                                                                                              | Florența                   | Piazza della Repubblica                                                    |                           | |
| | 1 martie 1467          | Siena | Viale Vittorio Emanuele II |                                                                            |                           | |
| | 1548?                  | Pestsäule | Eching am Ammersee         |                                                                            | 2 m                       | |
| | 1565                   | Colonna della Giustizia                                                                                              | Florența                   | Piazza Santa Trinita                                                       |                           | Spolia from the Baths of Caracalla |
| | 1572                   | Colonna di San Felice                                                                                                | Florența                   | In front of San Felice                                                     |                           | |
| | 1572                   | Colonna di San Marco                                                                                                 | Florența                   | In front of San Marco                                                      | 12,9 m                    | |
| | 1574                   | Alameda Hércules column. Roman columns with statues of Hercules (inspired by the Farnese Hercules) and Julius Caesar | Sevilla                    | In front of La Alameda, Seville                                            | 10 m                      | |
| | 1574                   | Medici column | Paris                      | In front of Paris Bourse                                                   | 28 m                      | |
| | 1614                   | Column of Peace | Roma                       | Piazza del Esqualino, in front of Santa Maria Maggiore                     | 42 m                      | |
| | 1627                   | Colonna di San Domenico                                                                                              | Bologna                    | San Domenico                                                               |                           | |
| | 31 mai 1628            | Column of Infamy | Genova                     | Piazza Vacchero                                                            |                           | |
| | 1628                   | Colonna dell'Immacolata                                                                                              | Bologna                    |                                                                            |                           | |
| | 7 noiembrie 1638       | Mariensäule | München                    | Marienplatz                                                                |                           | |
| | 1644                   | Sigismund's Column                                                                                                   | Varșovia                   | Castle Square                                                              | 22 m                      | |
| | 1647                   | Mariensäule | Wernstein am Inn           |                                                                            | 17 m                      | Transferred from original site in Vienna in 1667. |
| | 1650                   | Mary Column | Praga                      | Old Town Square                                                            |                           | Destroyed in 1918 |
| | 1654                   | Victory Column | Kronach                    |                                                                            |                           | |
| | 1656                   | Countess Pillar | Near Brougham              |                                                                            |                           | |
| | 1666                   | Colonna di Sant'Oronzo                                                                                               | Lecce                      |                                                                            |                           | Originally one of the columns at the end of the Via Appia in Brindisi |
| | 1673                   | Verziere Column | Milan                      | Verziere                                                                   |                           | |
| | 1674                   | Mariensäule | Freising                   | Marienplatz                                                                |                           | |
| | 1675                   | Monument to Ludovico Ariosto                                                                                         | Ferrara                    | Piazza Ariostea                                                            |                           | |
| | 1677                   | The Monument | Londra                     | Corner of Monument Street and Fish Street Hill                             | 62 m                      | |
| | 1679                   | Beschornerkreuz | Viena                      | Favoritenstraße                                                            |                           | Badly damaged in World War II and replaced in 1979. |
| | 1680                   | Dreifaltigkeitssäule                                                                                                 | Klagenfurt am Wörthersee   | In front of the Church of the Holy Spirit                                  |                           | |
| | 1681                   | Column of the Blessed Virgin Mary                                                                                    | Kłodzko                    |                                                                            | 11,5 m                    | |
| | 1683                   | Dreifaltigkeitssäule                                                                                                 | Viena                      | Landstraße                                                                 |                           | |
| | 1693                   | Pestsäule | Viena                      | Graben                                                                     |                           | |
| | 1698                   | Kolumna Maryjna | Międzylesie                |                                                                            |                           | |
| | 26 July 1706           | St Anna's Column | Innsbruck                  | Maria-Theresien-Straße                                                     |                           | |
| | 1714                   | Pestsäule | Mödling                    |                                                                            |                           | |
| | 1715                   | Column of the Virgin Mary Immaculate                                                                                 | Kutná Hora                 | Šultysova street                                                           |                           | |
| | 1715?                  | Dreifaltigkeitssäule                                                                                                 | Poysdorf                   |                                                                            |                           | |
| | 2 December 1717        | Mariensäule | Ochsenhausen               | Ochsenhausen Abbey                                                         |                           | |
| |                        | Blenheim Column of Victory                                                                                           |                            | Blenheim Palace                                                            | 41 m                      | |
| | 1723                   | Dreifaltigkeitssäule                                                                                                 | Linz                       | Hauptplatz                                                                 | 20 m                      | |
| | 1723                   | Immaculata | Košice                     | Hlavná ulica                                                               | 14 m                      | |
| | 1724                   | Pestsäule | Bleiburg                   |                                                                            |                           | |
| | 1727                   | Kolumna Maryjna | Racibórz                   | Town Square                                                                | 14 m                      | |
| | 1728                   | Colonna dell'Immacolata                                                                                              | Palermo                    | Piazza San Domenico                                                        |                           | |
| | 23 November 1730       | Coloana Ciumei | Timișoara                  | Piața Unirii                                                               |                           | |
| | 1732                   | Mariensäule | Aub                        | Marktplatz                                                                 |                           | |
| | 1739                   | Statue of St Nepomuk and Mary                                                                                        | Timișoara                  | Piața Libertății                                                           |                           | |
| | 9 March 1742           | Pomnik Trójcy Świętej                                                                                                | Lądku-Zdroju               |                                                                            | 7 m                       | |
| | After 1746             | Kolumna Trójcy Świętej                                                                                               | Bystrzyca Kłodzka          |                                                                            | 10 m                      | |
| | 1749                   | The Grenville Column                                                                                                 |                            | Stowe House                                                                |                           | |
| | 1754                   | Holy Trinity Column in Olomouc                                                                                       | Olomouc                    |                                                                            | 35 m                      | |
| | 1767                   | Burton Pynsent Monument                                                                                              | Curry Rivel                | Troy Hill                                                                  | 43 m                      | |
| | 1770                   | Eagle Column | Gatchina                   |                                                                            |                           | |
| | 1778                   | Mariensäule | Nordheim am Main           |                                                                            |                           | |
| | 1778                   | Chesme Column | Tsarskoye Selo             | Catharine Palace                                                           |                           | |
| | After 1778             | Keppel's Column |                            | Near Wentworth and Kimberworth                                             | 35 m                      | |
| | 15 August 1802         | Monument to the Magdeburg Rights                                                                                     | Kiev                       | Podil Raion                                                                | 23 m                      | |
| | August 1809            | Nelson's Pillar | Dublin                     | O'Connell Street                                                           | 40,8 m                    | Destroyed in 1966 by Irish Republicans |
| | 1809                   | Nelson's Column | Montreal                   | Place Jacques-Cartier                                                      | 19 m                      | |
| | 15 August 1810         | Colonne Vendôme | Paris                      | Place Vendôme                                                              | 44,3 m                    | |
| File:Ростральные колонны556.JPG | 1811                   | Rostral Columns | Sankt Petersburg           | Old Saint Petersburg Stock Exchange                                        |                           | |
| | 27 iunie 1811          | Glory Monument | Poltava                    |                                                                            | 10,35 m                   | |
| | 1814                   | Camphill Coumn | Alnwick                    |                                                                            |                           | |
| | 1816                   | Column of the Duchess of Angoulême                                                                                   | Angoulême                  |                                                                            |                           | |
| | 1816                   | Tenantry Column | Alnwick                    |                                                                            | 25 m                      | |
| | 18 June 1816           | Lord Hill's Column                                                                                                   | Shrewsbury                 | Outside the Shirehall                                                      | 40,7 m                    | |
| | 1819                   | Britannia Monument                                                                                                   | Great Yarmouth             |                                                                            | 44 m                      | |
| | 1821                   | Column of the Grande Armée                                                                                           | Wimille                    | Rue Napoleon                                                               | 53 m                      | |
| | 1823                   | Column of Louis XVI                                                                                                  | Nantes                     | Place Maréchal-Foch                                                        | 28 m                      | |
| | 1823                   | Column of the Duchess of Angoulême                                                                                   | Saint-Florent-le-Vieil     |                                                                            | 15 m                      | |
| | 4 septembrie 1823      | Column of the Pope                                                                                                   | Nice                       |                                                                            |                           | |
| | 1826                   | Column of Charles Felix                                                                                              | Bonneville                 |                                                                            |                           | |
| | 6 martie 1829          | Demidovsky Pillar | Yaroslavl                  |                                                                            | 12 m                      | Dismantled 1935, rebuilt 2004. |
| | 1829                   | Washington Monument                                                                                                  | Baltimore                  | Mount Vernon                                                               | 54 m                      | |
| | 1831                   | Duke of York Column                                                                                                  | Londra                     | Corner of Regent Street and The Mall                                       | 41,99 m                   | |
| | 1835                   | Admiral Hood Monument                                                                                                | Compton Dundon             |                                                                            | 33,5 m                    | |
| | 18 June 1832           | Waterloo Column | Hanover                    | Waterlooplatz                                                              | 46,31 m                   | |
| | 1833                   | La Consulaire | Brest                      | Arsenal                                                                    | 7 m                       | Transformed from a captured Barbary cannon. |
| | 30 August 1834         | Alexander Column | Sankt Petersburg           | Palace Square                                                              | 47,5 m                    | |
| | 28 July 1840           | July Column | Paris                      | Place de la Bastille                                                       | 47 m                      | |
| | November 1843          | Nelson's Column | Londra                     | Trafalgar Square                                                           | 51,6 m                    | |
| | 25 August 1844         | Column of Louis I of Hesse                                                                                           | Darmstadt                  | Luisenplatz                                                                | 39,5 m                    | |
| | 1845                   | Column of the Goddess                                                                                                | Lille                      | Grand Place                                                                | 15,5 m                    | |
| | 1845                   | Monument to the Third Council of Trent                                                                               | Trento                     | North of Santa Maria Maggiore                                              |                           | |
| | 22 decembrie 1851      | Columna de la Libertad de los Esclavos                                                                               | Ocaña                      |                                                                            |                           | |
| | 15 October 1854 & 1855 | Prussia Columns | Rügen                      | Neukamp and Groß Stresow                                                   | 15 m                      | Dismantled for repair in 1991 and never rebuilt. |
| | 1856                   | Brock's Monument | Queenston                  |                                                                            | 56 m                      | |
| | 8 December 1857        | Column of the Immaculate Conception                                                                                  | Roma                       | Piazza di Spagna                                                           | 11,81 m                   | |
| | September 1858         | Mariensäule | Köln                       |                                                                            |                           | |
| | 26 September 1859      | Congress Column | Bruxelles                  | Place du Congrès                                                           | 47 m                      | |
| | 1861                   | Westminster Scholars War Memorial                                                                                    | Londra                     | In front of Westminster Abbey                                              |                           | |
| | 1865                   | Wellington's Column                                                                                                  | Liverpool                  | Corner of William Brown Street and Lime Street                             | 40,2 m                    | |
| | 8 octombrie 1866       | Mariensäule | Trier                      | Markusberg                                                                 | 40 m                      | |
| | 20 februaria 1867      | Columna de la Paz | Montevideo                 | Plaza de Cagancha                                                          |                           | |
| | 1868                   | Polnische Freiheitssäule                                                                                             | Rapperswil                 | Rapperswil Castle                                                          |                           | |
| | 1 June 1869            | Soldiers' National Monument                                                                                          |                            | Gettysburg Battlefield                                                     | 18 m                      | |
| | 4 iulie 1870           | Civil War Memorial                                                                                                   | Adrian                     | Memorial Park                                                              |                           | Recycled from the Bank of Pennsylvania |
| | 1873                   | Mariensäule | Düsseldorf                 | Maxplatz                                                                   |                           | |
| | 2 September 1873       | Berlin victory column                                                                                                | Berlin                     | Großer Stern                                                               | 66,89 m                   | |
| | 1874                   | Column of Pedro IV                                                                                                   | Lisabona                   | Rossio Square                                                              | 27,5 m                    | |
| | 4 iulie 1874           | Soldiers and Sailors Monument                                                                                        | Lancaster                  | Penn Square                                                                | 13 m                      | |
| | 2 decembrie 1874       | Victory Column | Schwerin                   |                                                                            | 23 m                      | |
| | 17 septembrie 1877     | Soldiers and Sailors Monument                                                                                        | Boston                     | Boston Common                                                              | 38 m                      | |
| | 2 septembrie 1879      | Hakenberg Victory Column                                                                                             | Hakenberg                  |                                                                            | 36 m                      | |
| | 1880                   | Mariensäule | München                    | Pasing                                                                     |                           | |
| | 1881                   | Soldier's Monument                                                                                                   | Davenport                  | College Square Historic District                                           | 15,25 m                   | |
| | 4 July 1884            | Soldiers and Sailors Monument                                                                                        | Buffalo                    | Lafayette Square                                                           | 33.7 m                    | |
| | 1886                   | Ivar Huitfeldt Column                                                                                                | Copenhaga                  | Langelinie                                                                 |                           | |
| | 1887                   | Soldiers' and Sailors' Monument                                                                                      | New Haven                  | East Rock                                                                  | 34 m                      | |
| | 1888                   | Columbus Monument | Barcelona                  | La Rambla                                                                  | 60 m                      | |
| | 24 June 1889           | Column of the Plaza Bolivar                                                                                          | Valencia                   | Plaza Bolívar (Valencia)                                                   |                           | |
| | 1891                   | Alexander II Column                                                                                                  | Odessa                     | Shevchenko Park                                                            | 12,6 m                    | |
| | 4 iulie 1894           | Cuyahoga County Soldiers' and Sailors' Monument                                                                      | Cleveland                  | Public Square                                                              | 38 m                      | |
| | 1894                   | Column of Alexander II                                                                                               | Rostov-pe-Don              |                                                                            | 11 m                      | |
| | 1900                   | Millenium Monument                                                                                                   | Budapesta                  | Hősök tere                                                                 | 36 m                      | |
| | 1904                   | Mariensäule | Appelhülsen                |                                                                            | 5,4 m                     | |
| | 30 octombrie 1904      | Column of Adam-Mickiewicz                                                                                            | Lviv                       | Stare Misto                                                                | 21 m                      | |
| | 15 noiembrie 1908      | Prison Ship Martyrs' Monument                                                                                        | Brooklyn                   | Fort Greene Park                                                           | 45 m                      | |
| | 1909                   | Mariensäule | Bolzano                    |                                                                            |                           | |
| | 1910                   | Monument to the Viscount of Mauá                                                                                     | Rio de Janeiro             | Praça Mauá                                                                 | 8 m                       | |
| | 16 septembrie 1910     | El Ángel | Mexico City                | Paseo de la Reforma                                                        | 45 m                      | |
| | 1911                   | India de El Paraíso                                                                                                  | Caracas                    | Intersection of Páez, O'Higgins, Teherán and Principal de La Vega          |                           | |
| | 20 octombrie 1912      | Monumento a las Batallas de Jaén                                                                                     | Jaén                       | Parque de la Concordia                                                     | 12 m                      | |
| | 1915                   | Perry's Victory and International Peace Memorial                                                                     |                            | Put-in-Bay                                                                 | 107 m                     | World's tallest doric column |
| | 1916                   | Columna a los Mártires                                                                                               | Tunja                      | Plazoleta de San Laureano                                                  |                           | |
| | 1920                   | Sanjan Stambh | Sanjan                     |                                                                            | 15 m                      | |
| | 20 March 1921          | Bromley Parish Church Memorial                                                                                       | Londra                     | Bromley                                                                    | 5 m                       | |
| | 15 iunie 1921          | Monumento a Cristóbal Colón                                                                                          | Buenos Aires               | Parque Colón                                                               | 26 m                      | |
| | 1923                   | Colonne de la Victoire                                                                                               | Saint-Denis                | Corner of the Avenue de la Victoire and the Rue de Paris                   |                           | |
| | 1924                   | Jacint Verdaguer Monument                                                                                            | Barcelona                  | Plaza de Mosén Jacint Verdaguer                                            | 21,6                      | |
| | 1926                   | Astoria Column | Astoria                    | City Park                                                                  | 38 m                      | |
| | 30 octombrie 1932      | Monumento alla Vittoria                                                                                              | Forlì                      | Piazzale della Vittoria                                                    | 32 m                      | |
| | 18 noiembrie 1935      | Freedom Monument | Riga                       | Freedom Boulevard                                                          | 42 m                      | |
| | 1 august 1937          | Meuse-Argonne American Memorial                                                                                      | Montfaucon-d'Argonne       | 60 m                                                                       |                           | |
| | 27 octombrie 1938      | Endless Column | Târgu Jiu                  | Ensemble                                                                   | 29,3 m                    | |
| | 24 iunie 1941          | Victory Monument | Bangkok                    | Traffic circle of Phahonyothin Road, Phaya Thai Road, and Ratchawithi Road | 50m                       | |
| | 1944                   | Monumento de Santiago                                                                                                | Santiago de los Caballeros |                                                                            | 67 m                      | |
| | 1948                   | Iglica | Wroclaw                    | 96 m                                                                       |                           | Originally 106 m tall |
| | 1951                   | Monumento aos Heróis da Guerra Peninsular                                                                            | Porto                      | Rotunda da Boavista                                                        | 45 m                      | |
| | 1953                   | Doyle Monument | Guernsey                   | Jerbourg Point                                                             |                           | Replacing an earlier column demolished during the German occupation. |
| | 1957                   | Cenotaph for the Friendship Between China and USSR                                                                   | Lüshun                     |                                                                            | 22,2 m                    | |
| | 12 iulie 1975          | Monas | Jakarta                    | Merdeka Square                                                             | 132 m                     | |
| | 1985                   | National Capitol Columns                                                                                             | Washington, D.C.           | National Arboretum                                                         |                           | Originally from the portico of the United States Capitol |
| | 2001                   | Independence Monument                                                                                                | Kiev                       | Maidan Nezalezhnosti                                                       | 63 m                      | |
| | 15 septembrie 2003     | Ángel de la Libertad                                                                                                 | Chihuahua City             | Plaza Mayor                                                                | 35 m                      | |
| | 2004                   | Column of Glory | Sankt Petersburg           | Trinity Cathedral                                                          | 29 m                      | Replaces an identical column, destroyed in 1929 |
| | 27 martie 2004         | Thanksgiving Candle                                                                                                  | Soroca                     |                                                                            | 29,5 m                    | |
| | 15 aprilie 2005        | Cocking History Column                                                                                               | Cocking                    |                                                                            | 4,57 m                    | |
| | 10 mai 2006            | Column of the Archangel Michael                                                                                      | Soci                       |                                                                            | 20 m                      | |
| | 23 iunie 2009          | War of Independence Victory Column                                                                                   | Tallinn                    | Freedom Square                                                             | 23,5 m                    | |
| | 2010                   | The Four Columns | Barcelona                  | Near the Magic Fountain of Montjuïc                                        | 20 m                      | Replace originals, which were demolished in 1928. |

## Vezi și
- Coloane deținătoare de recorduri în antichitate
- Obeliscurile Romei
- Lista scărilor antice în spirală
- List of Roman triumphal arches
- Iaat, lângă Baalbek, Liban.
- Coloana victoriei
- Obelisc
- Coloană rostrală
- Arc de trium

## Legături externe
- Materiale media legate de Columna victoriei la Wikimedia Commons